# Velká Šitboř
Velká Šitboř (německy Gross Schüttüber) je malá vesnice, část obce Milíkov v okrese Cheb v Karlovarském kraji. Nachází se 1,5 kilometru západně od Milíkova. Je zde evidováno 8 adres. V roce 2011 zde trvale žilo dvanáct obyvatel.
Velká Šitboř je také název katastrálního území o rozloze 3,05 km². Velká Šitboř leží i v katastrálním území Úval o rozloze 1,43 km².

## Historie
První písemná zmínka o vesnici pochází z roku 1299.
Vznikla vrcholně středověkou kolonizací nejspíš již v průběhu 13. století, její první osídlení je ovšem pravděpodobně starší, slovanské. O vesnici je jen minimum historických informací, předpokládá se, že po celou dobu své existence byla svázána s Chebem. Po druhé světové válce a odsunu německého obyvatelstva byla ves vysídlena, několik usedlostí zaniklo, ale nejhodnotnější stavby zůstaly zachovány. Ve vesnici nevznikly rušivé novostavby a proto představuje Velká Šitboř významný celek lidové architektury Chebska.

## Přírodní poměry
Vesnice leží v bezlesé krajině při jihovýchodním okraji Chebské pánve, v širokém a mělkém úvalu Šitbořského potoka.

## Obyvatelstvo
Při sčítání lidu v roce 1921 zde žilo 145 obyvatel, všichni německé národnosti. K římskokatolické církvi se hlásilo 142 obyvatel, tři k evangelické.
| Rok            | 1869 | 1880 | 1890 | 1900 | 1910 | 1921 | 1930 | 1950 | 1961 | 1970 | 1980 | 1991 | 2001 | 2011 | 2021 |
| -------------- | ---- | ---- | ---- | ---- | ---- | ---- | ---- | ---- | ---- | ---- | ---- | ---- | ---- | ---- | ---- |
| Počet obyvatel | 180  | 176  | 155  | 127  | 146  | 145  | 117  | 66   | 69   | 38   | 33   | 15   | 21   | 12   | 18   |
| Počet domů     | 26   | 26   | 27   | 22   | 22   | 22   | 20   | 19   | 10   | 9    | 9    | 8    | 9    | 9    | 8    |

## Obecní správa
Při sčítání lidu v letech 1850–1879 Velká Šitboř byla osadou obce Jesenice v okrese Cheb. V letech 1880–1960 byla samostatnou obcí v okrese Cheb. V letech 1961–1971 byla částí obce Okrouhlá v okrese Cheb. Od 26. listopadu 1971 do 31. prosince 1975 byla částí obce Milíkov v okrese Cheb. Od 1. ledna 1976 do 23. listopadu 1990 byla částí obce Dolní Žandov v okrese Cheb. Od 24. listopadu 1990 je opět částí obce Milíkov v okrese Cheb.

## Pamětihodnosti
- Venkovská usedlost čp. 6 (kulturní památka)[13]
- Venkovská usedlost čp. 7 (kulturní památka chráněná do roku 2012)[14]

## Další fotografie

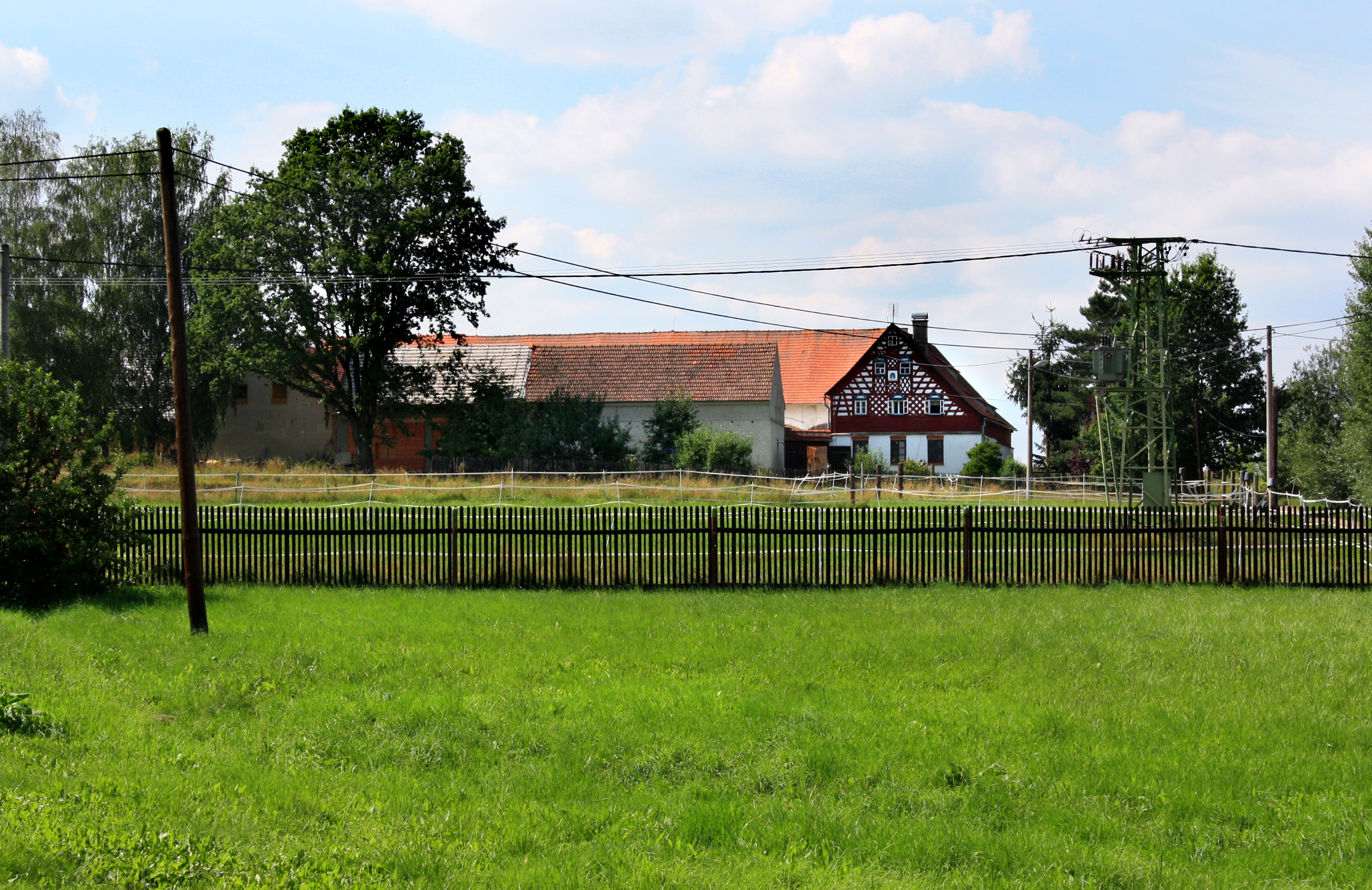
Usedlost čp. 6
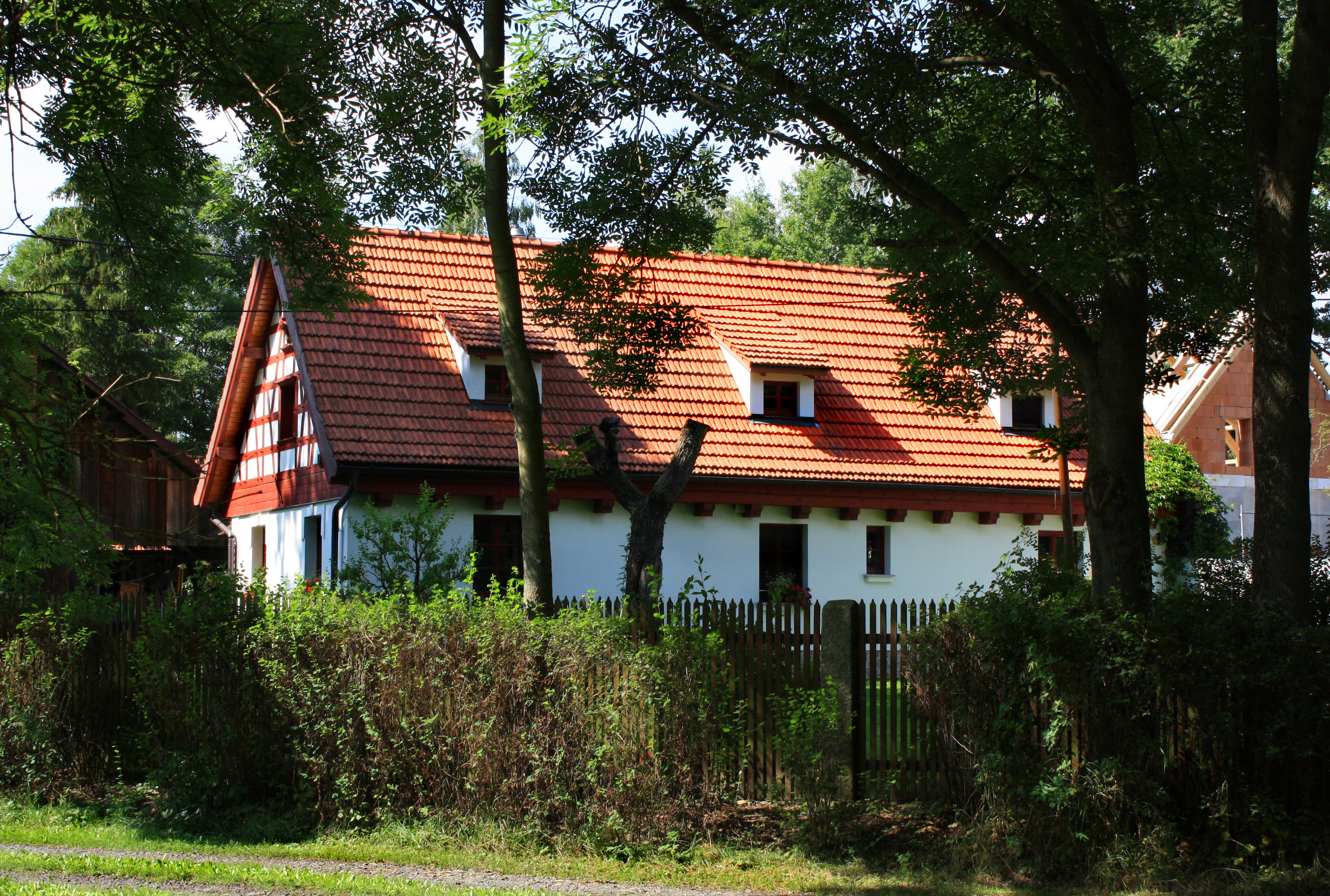
Usedlost čp. 7
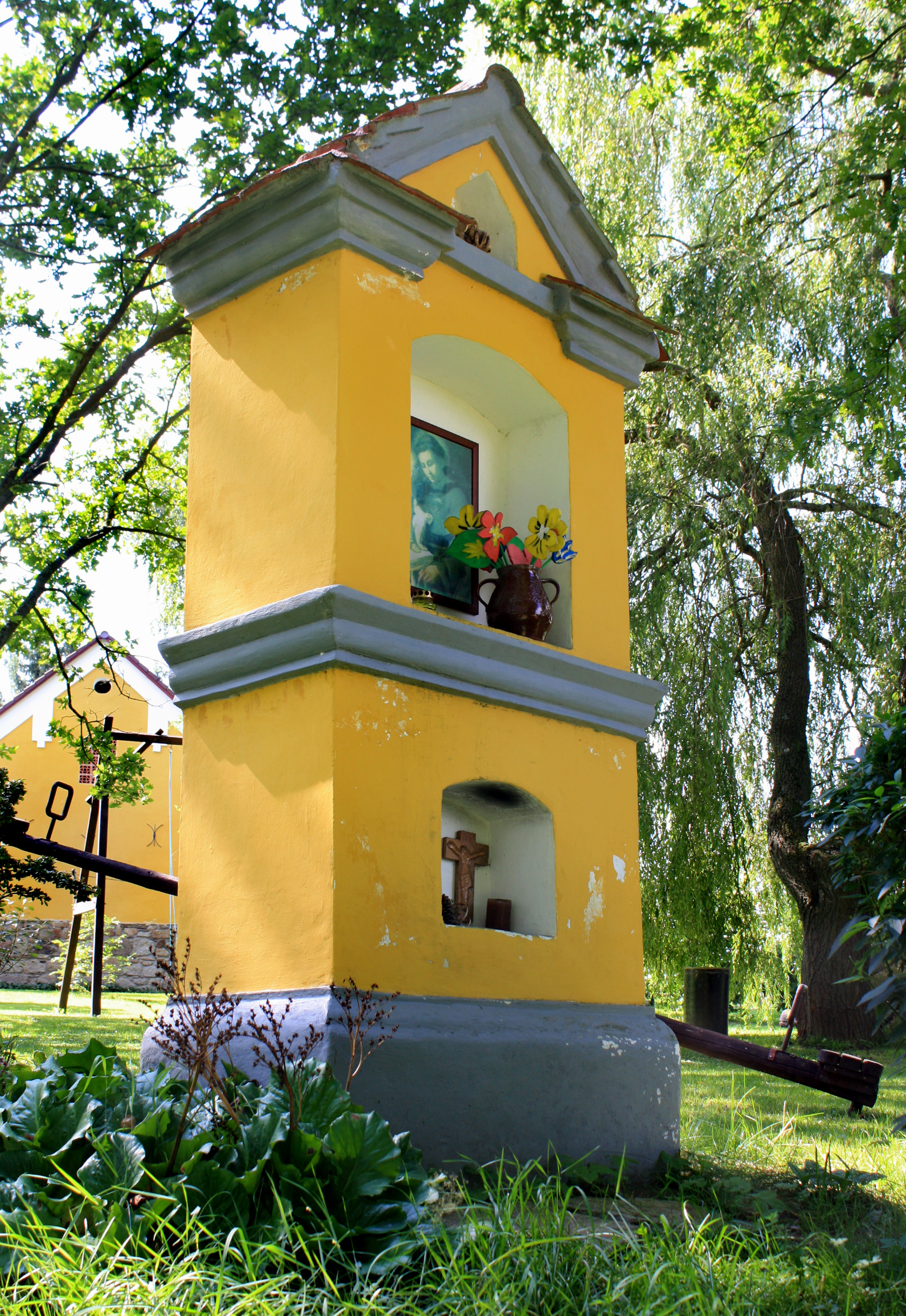
Kaplička